# 南布盧明格羅夫 (紐約州)
南布盧明格羅夫（英語：South Blooming Grove）是位於美國紐約州奧蘭治縣的村。

## 人口
根據2020年美國人口普查的數據，南布盧明格羅夫的面積為12.20平方千米，當中陸地面積為12.11平方千米，而水域面積為0.09平方千米。當地共有人口3973人，而人口密度為每平方千米326人。